# Coccomyces crateriformis
Coccomyces crateriformis är en svampart som beskrevs av Y.R. Lin & Z.Z. Li 2000. Coccomyces crateriformis ingår i släktet Coccomyces och familjen Rhytismataceae.   Inga underarter finns listade i Catalogue of Life.